# Adoxia nodicollis
Adoxia nodicollis es un coleóptero de la familia Chrysomelidae. Fue descrita científicamente por primera vez en 1915 por Broun.